# Prisma di Porro

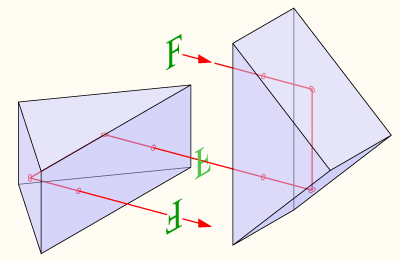
Doppio prisma di Porro

Il prisma di Porro, dal nome dell'ideatore accademico italiano Ignazio Porro (1801 – 1875), è un prisma ottico a riflessione della luce, costituito di base da un singolo blocco di vetro ottico lavorato e lucidato in modo specifico su tre facce, che formano un triangolo rettangolo (semiquadro), usato per deviare i raggi di 90° o di 180°, in base alle esigenze. L'utilizzo più conosciuto del prisma di Porro, è quello di un accoppiamento a due blocchi ortogonali (l'uno dall'altro - come nel disegno a fianco), con la funzione di raddrizzare completamente le immagini ottiche degli obiettivi (di binocoli prismatici, cannocchiali e telescopi), che naturalmente arrivano capovolte, speculate e invertite, dopo il passaggio attraverso la lente (o lo specchio concavo). Generalmente, viene utilizzato in modo più pratico, economico ed efficace, rispetto ad un sistema analogo di specchi, i quali perderebbero più luminosità e risulterebbero più difficili da allineare in modo così preciso e mantenuto nel tempo.

## Caratteristiche
A differenza dei prismi a tetto più usati nei binocoli, il prisma di Porro tratta l'immagine, ad ogni riflessione, in modo completo ed integro, senza perdita di contrasto o dei dettagli, perciò è ancora il sistema migliore di raddrizzamento delle immagini ottiche, finora mai prodotto e ideato. 

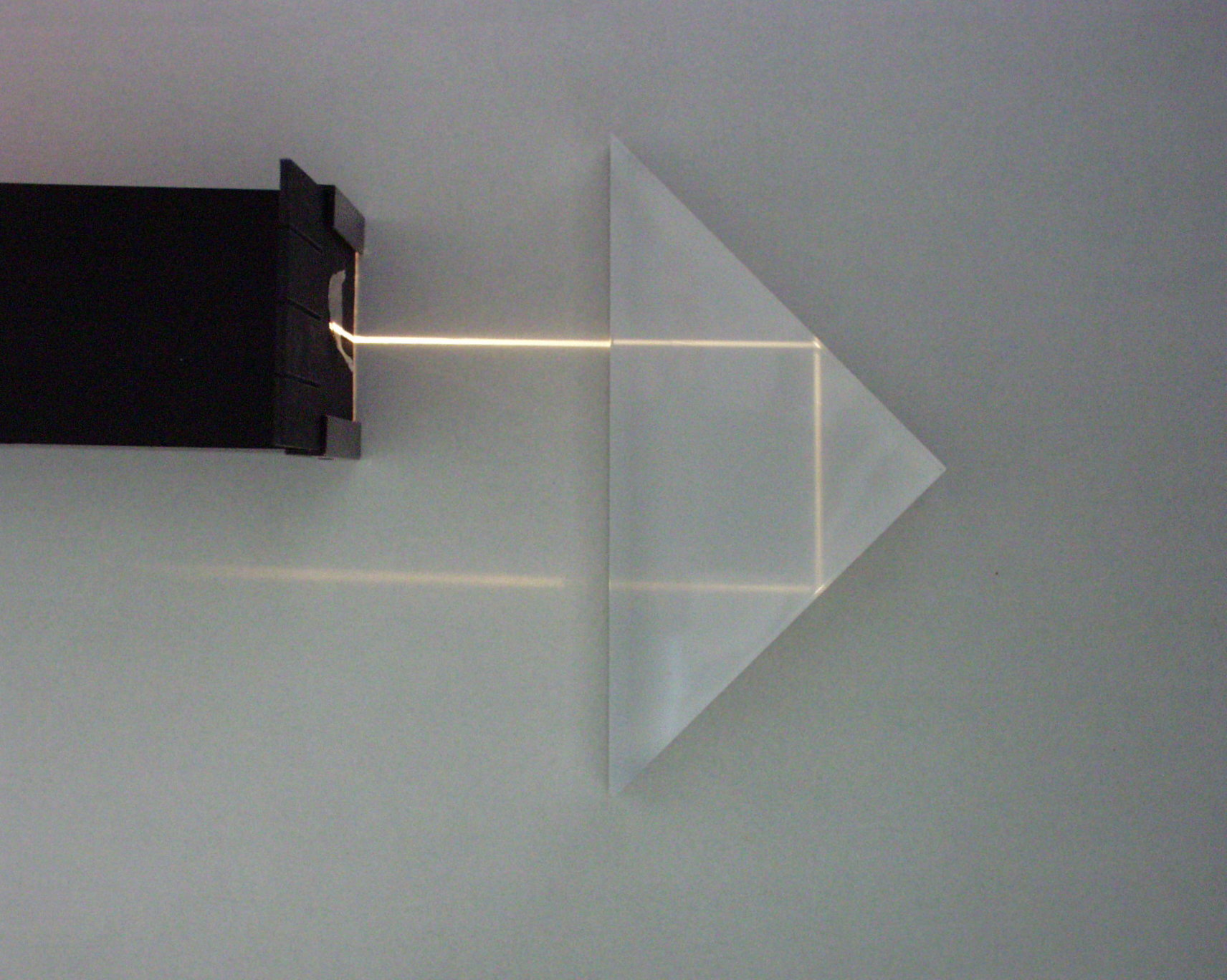
Riflessione interna totale in prisma di Porro semplice

Nelle sue varie disposizioni, viene adoperato anche in altre apparecchiature ottiche, come su alcune fotocamere e videocamere digitali, ma anche in vari sistemi elettro-ottici (IR, Laser, lettori CD, ecc). 
Altre derivazioni di questo prisma, sono la versione Porro-Abbe e Porro-Perger.
Le immagini che attraversano un singolo prisma di Porro (come in foto a fianco) appaiono speculate destra-sinistra, oppure capovolte sotto-sopra, a seconda della posizione del prisma rispetto all'orientamento dell'immagine.